# Henk Asbeek Brusse
Jan Frederik Hendrik (Henk) Asbeek Brusse (Amsterdam, 13 februari 1901 – aldaar, 7 november 1982) was een Nederlands voetballer.

## Biografie
Henk Asbeek Brusse was de zoon van Johan Christiaan Asbeek Brusse en Johanna Maria Gerken. Hij trouwde op 16 oktober 1930 met Neeltje Maria Bolmeijer en had drie kinderen.
Hij speelde van 1921 tot 1922 en van 1923 tot 1924 bij AFC Ajax als linksbuiten. Van zijn debuut in het kampioenschap op 16 oktober 1921 tegen RCH tot zijn laatste wedstrijd op 13 april 1924 tegen ZFC speelde Asbeek Brusse in totaal 16 wedstrijden en scoorde vier doelpunten in het eerste elftal van Ajax. Hij speelde ook voor Blauw-Wit en Stormvogels.
Hij was de oprichter van B.V. Handelsmaatschappij.

## Statistieken
| Club  | Seizoen | Competitie | Competitie | Beker | Beker | Totaal | Totaal |
| Club  | Seizoen | Wed.       | Dlp.       | Wed.  | Dlp.  | Wed.   | Dlp.   |
| ----- | ------- | ---------- | ---------- | ----- | ----- | ------ | ------ |
| Ajax  | 1921/22 | 7          | 1          | -     | -     | 7      | 1      |
| Ajax  | 1923/24 | 9          | 3          | -     | -     | 9      | 3      |
| Total | Total   | 16         | 4          | -     | -     | 16     | 4      |